# 出雲路修
出雲路 修（いずもじ おさむ、1948年2月 - ）は、国文学者。
石川県生まれ。1977年京都大学大学院博士課程単位取得満期退学。1977年京都府立大学女子短期大学部講師、80年助教授、86年龍谷大学助教授、教授、90年「説話集の世界」で京大文学博士、2004年退職、真宗大谷派毫摂寺住職。専門は中古・中世文学。

## 著書
- 説話集の世界 岩波書店 1988.9
- 古文表現法講義 岩波書店 2003.9 (岩波テキストブックス)
- 親鸞<ことば>の思想  岩波書店 2004.11

## 校註など
- 御ふみ 蓮如 平凡社 1978.12 (東洋文庫)
- 三宝絵 平安時代仏教説話集 源為憲 平凡社 1990.1 (東洋文庫)
- 日本霊異記 新日本古典文学大系 30 岩波書店 1996.12